# Domenico Panetti
Domenico Panetti (1460 - ca. 1530) var en italiensk renæssancemaler, hovedsagelig aktiv i Ferrara. Ibland hans elever var Garofalo. Panetti malede Nedtagning fra korset for San Niccolo-kirken, og Besøgelsen til San Francesco.